# Портрет с яблоками
«Портрет с яблоками: Жена художника» — (нем. Porträt mit Äpfeln: Frau des Künstlers) — картина немецкого художника Августа Макке,  написанная в 1909 году. В настоящее время хранится в галерее Ленбаххаус (Мюнхен).

## История создания
Пятого октября 1909 года Макке женился на Элизабет Герхардт, с которой познакомился в 1903 году в Бонне по дороге в гимназию. Элизабет, дочь промышленника-фармацевта, ввела Августа в дом родителей, где его вскоре стали принимать как члена семьи. Общение же с самой Элизабет, их долгие прогулки по окрестностям города и берегам Рейна, стали для молодого художника неисчерпаемым источником вдохновения. В его альбомах для набросков, рисунках и картинах постоянно появлялся мотив прогулки молодой пары на лоне природы.
Вскоре после свадьбы молодожёны переехали на Тегернское озеро, где художник написал около двухсот картин. В конце 1909 года он создал три портрета Элизабет, — в ту пору она уже была беременна — из них «Портрет с яблоками» был признан Макке, а вслед за ним и исследователями его творчества, наиболее удачным. Портрет экспонировался в 1912 году на «Международной выставке Зондербунда» в Кёльне. Впоследствии вошёл в собрание Бернхарда Кёлера, дяди Элизабет.

## Описание
По словам Элизабет, Макке соорудил для позирования небольшой подиум, а в качестве занавеси была приспособлена скатерть. Чтобы не утомляться на сеансах, Элизабет позировала сидя на стуле. Для неё работа Макке над картиной стала «одним из прекраснейших воспоминаний» о чувстве сопричастности, сотрудничества с художником, испытанном в это время.
Молодая женщина представлена во фронтальном развороте, немного смещённой влево. Мягким, текучим контурам её волос, фигуры, шали, накинутой на плечи, вторят складки жёлтой занавеси. Элизабет не смотрит прямо на зрителя, её взгляд ускользает, женщина погружена в свои мысли. Все цвета — белый, жёлтый, коричневый, синий, красный — притушены, смягчены, но на глухом фоне её фигура обретает весомость, выступает на первый план. Художник фокусируется на проблеме градации света и тени в неглубоком пространстве комнаты и перехода от частного к общему.
Несомненно в этом случае влияние творчества Сезанна — Макке заимствует ключевые моменты его поздних полотен, решая свои задачи. Композиция картины повторяет композицию одного из портретов Мари-Ортанс Фике. Макке имел возможность познакомиться с его картинами во время своих поездок в Париж, делал с них наброски, изучал их репродукции и на Тегернзее. Тарелка с яблоками в руках Элизабет — ещё одна цитата из Сезанна, на этот раз его натюрморта.